# Plaza Núñez
La Plaza Núñez es la plaza principal que une la Casa de Nariño con el Congreso Nacional de Colombia. Está ubicada en el centro histórico de la ciudad entre las carreras Séptima y Octava con calles Novena y Décima. A su alrededor se encuentran algunos de los principales edificios de la ciudad: al norte el Capitolio Nacional, al sur la Casa de Nariño, al nororiente el Colegio de San Bartolomé, al suroriente el Museo Arqueológico Casa del Marqués de San Jorge y al occidente el Palacio Echeverry sede del Ministerio de Cultura.

## Historia
La plaza recibe su nombre de Rafaél Núñez, primer presidente de la República, autor de la Constitución de 1886 y considerado padre de la República de Colombia. Quién fue inmortalizado en una estatua que mira justo hacía la Casa de Nariño.
 La plaza Núñez fue construida entre los siglos XIX y XX siendo la protagonista de los relevos presidenciales de 27 presidentes desde 1934 hasta 2002. Cuando fue cerrada al público como medida de seguridad permaneciendo protegida por los miembros del Batallón Guardia Presidencial.
El 15 de junio de 1995, una bomba atribuida a las FARC estalló en la Plaza Núñez,  siendo también la única vez de un atentado terrorista perpetrado frente al Capitolio Nacional.
En 2022 fue habilitada de forma permanente por el presidente Gustavo Petro, quien en un acto en compañía del presidente del Senado, Roy Barreras, el presidente de la Cámara de Representantes, David Racero y la senadora María José Pizarro celebraron la apertura el 12 de agosto de 2022.